# Entosphenus
Entosphenus — рід міног, що поширені в Північній Півкулі.

## Види
В цей рід включають сім видів:
- Entosphenus folletti Vladykov & Kott, 1976
- Entosphenus hubbsi Vladykov & Kott, 1976
- Entosphenus lethophagus (C. L. Hubbs, 1971)
- Entosphenus macrostomus (Beamish, 1982)
- Entosphenus minimus (C. E. Bond & T. T. Kan, 1973)
- Entosphenus similis Vladykov & Kott, 1979
- Entosphenus tridentatus (J. Richardson , 1836)